# الدوري التشيلي لكرة القدم 1975
الدوري التشيلي لكرة القدم 1975 (بالإسبانية: Primera División de Chile 1975)‏ هو الموسم 43 من الدوري التشيلي لكرة القدم. كان عدد الأندية المشاركة فيه 18، وفاز فيه يونيون إسبانيولا.